# ハーキュリーズ (戦列艦・初代)
ハーキュリーズ（HMS Hercules）は1759年3月15日にデットフォード工廠で進水したトーマス・スレード設計のハーキュリーズ級74門艦3等戦列艦。1784年に解体された。